# トラウズル試験
トラウズル試験（トラウズルしけん、Trauzl Test）とは、鉛壔の中で爆薬を爆発させたときの孔の拡大容積をもって仕事効果の比較値とする試験方法である。
定められた成分とサイズの鉛筒の内部で爆薬を炸裂させ、その鉛筒の変形具合で爆薬の静的効果を計測する試験方法。「鉛壔試験」（Lead Block test）とも称する。
1885年にイシドール・トラウズルによって制定され現在でも爆発威力の国連評価試験方法として使用されている。日本では現在でも鉛の円柱を使用しているが環境問題などから欧米ではアルミの円柱を使用するように変更されている。

## 試験に使用する鉛擣の規格
- 高さ200mm
- 直径200mm
- 中心軸に沿って直径25mm、深さ125mmの孔をあける

## 試験方法

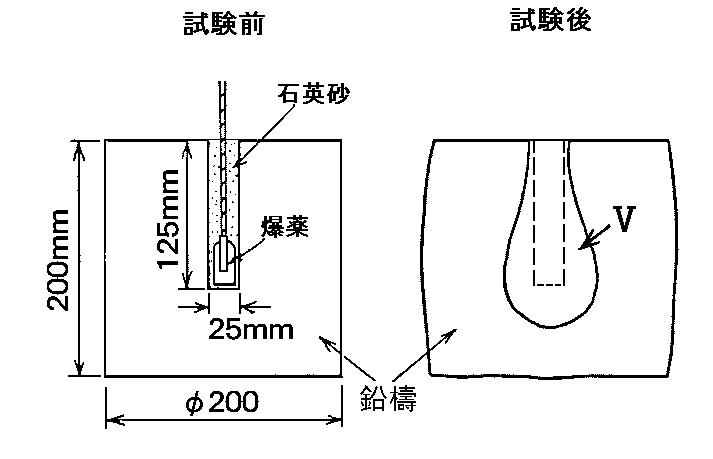
鉛擣

- 試料となる爆薬10gを直径24.5mmの円筒に形成し錫箔(80～100g/m2)で包んで中央に6号雷管を挿入する
- これを鉛壔の孔底に入れ、乾燥した石英粉を孔口まで満たす。
- 爆破を実施して拡大した孔（V）に水を入れて容積を測定する。
- 最初の容積は61ミリリットルであるから測定した値からマイナス61した値を拡大値とする。
- また、水の容積は15℃を標準温度として測定を行う。
- トリニトロトルエンの拡大値は270～280ミリリットルなのでこれを100として他の爆薬を評価する。

この試験方法は拡大値が300ミリリットル前後の場合には良い結果を示すが弱い火薬では期待値よりも小さくなりやすく、強力な爆薬では大きくなりすぎる傾向がある。
そのため、近代になって開発された高性能爆薬の評価法としては過大評価になりすぎる傾向があり、トラウズル試験の結果は爆薬類を輸送する場合の海上保険の保険料の審査に用いられているためロイズ保険組合や日本海事検定協会などでは評価法の見直しが検討されている。